# Wiggans Hills
Die Wiggans Hills sind bis zu 700 m hohe und markante Hügel im ostantarktischen Coatsland. In der Shackleton Range ragen sie über eine Länge von 3 km entlang der Westflanke der Mündung des Gordon-Gletschers in den Slessor-Gletscher auf und stellen die nördlichste Gruppe in den La-Grange-Nunatakkern dar.
Luftaufnahmen entstanden 1967 durch die United States Navy. Der British Antarctic Survey führte zwischen 1968 und 1971 Vermessungen durch. Das UK Antarctic Place-Names Committee benannte sie 1972 nach dem britischen Geodäten Thomas Henry Wiggans (* 1941), der von 1968 bis 1970 auf der Halley-Station und zwischenzeitlich in der Shackleton Range tätig war.